# 上山徹郎
上山 徹郎（うえやま てつろう、1973年2月15日 - ）は、日本の漫画家。埼玉県出身。同じく漫画家の上山道郎は実兄である。

## 来歴
中学時代は雑誌『宇宙船』のハガキ職人であり、当時放送されていた仮面ライダーBLACKや超人機メタルダーなどのイラストを投稿し、本名で掲載されている。20歳前後には『ムー』にもイラスト葉書を投稿している。
1993年、第25回小学館新人コミック大賞児童部門（藤子不二雄賞）に『機動剣士 ガンボーグVZ』が入選し、デビュー。なお兄である上山道郎は第20回藤子不二雄賞の入選者であり、兄弟で同じ賞を入選したことになる。
1994年から1995年まで『月刊コロコロコミック』（小学館）にて『電人ファウスト』を連載。1996年から1999年まで同誌および『別冊コロコロコミックSpecial』（小学館）にて『LAMPO-THE HYPERSONIC BOY-』を連載。
2002年から2005年まで『月刊コミック電撃大王』（メディアワークス）で『隻眼獣ミツヨシ』を連載。未完のまま連載は終了したが、同作は2008年より『JC.COM』（集英社）へ移籍し『ミツヨシ完結編』として再開した。
2017年、『ウルトラジャンプ』（集英社）や『JC.COM』の編集長などを歴任した頓田憲三が起業した出版社MANGATRIXの主催で、クラウドファンディングを利用した『電人ファウスト』『LAMPO-THE HYPERSONIC BOY-』の復刊計画がスタート。復刊された書籍は一般販売もされた。
2019年、2017年に実施された復刊計画の第2弾として「『電人ファウスト&LAMPO』原画展」を開催。原画展では、クラウドファンディングのサポーターからの投票で厳選されたアナログ原稿の展示および、クラウドファンディングのサポーター向けのサイン会などが行われた。
これ以降もMANGATRIXを主な活動場所とし、新作が発表されている。

## 作風
遅筆で知られており、『LAMPO』連載時には全頁スクリーントーンが貼られていないまま掲載されたり、『隻眼獣ミツヨシ』連載時には数コマであるが下書きのまま掲載されたりした。『LAMPO』では誌上で完結した後で単行本最終巻の発行を当初の予告から遅らせ、延々半年以上も加筆修正を行っていた。また『隻眼獣ミツヨシ』でも単行本発行の際は雑誌を休載して加筆修正を行っていた。
デビュー以降の商業誌連載作（『電人ファウスト』、『LAMPO』、『隻眼獣ミツヨシ』）はすべてアクション漫画であり、それぞれ銃撃、格闘、剣戟シーンを特徴とする。さらに『電人ファウスト』、『LAMPO』、加えてデビュー作となった「機動剣士 ガンボーグVZ」には高度に発達したロボットが登場している。インタビューによれば、アクションは『リングにかけろ』、ロボットは『ドラえもん』に強い影響を受けた結果であるという。
男性キャラを筋肉の引き締まった細身に描くことが多いのに比して、女性キャラをむっちりとした豊満な肉体に描くことが多い。『ミツヨシ』などでは「あのような体格では迅速な動きはできないのでは？」と異論を招くが、テレビアニメ作品『RD 潜脳調査室』のキャラクターデザインに起用された理由として、監督の古橋一浩は「アニメーションの美的センスに、新たな1ページが加わるといいなとちょっと思っています」と語っている（『MAKING BOX』インタビュー）。

## 評価
中平正彦のアシスタントをしていたことがあり、執筆から印刷まで徹底したこだわりを見せる仕事ぶりは、彼からしばしば「天才」と評されている。一方で、『電人ファウスト』掲載時から「児童雑誌である同誌の主力読者にアピールするには大人びていて『コロコロ』向きではない」、『隻眼獣ミツヨシ』でも「萌え雑誌である『電撃大王』の主力読者にアピールするには硬質すぎ、同誌向きではない」と指摘された。業界内では、『JC.COM』創刊号の編集者コメントに「プロの間では『知る人ぞ知る』作家で、力量はあるのに、『不遇の作家』という印象が強い人です」と書かれている。

## 作品リスト

### 連載
- 電人ファウスト（『月刊コロコロコミック』1994年8月号 - 1995年3月号） - 初連載作。
- LAMPO-THE HYPERSONIC BOY-（『月刊コロコロコミック』1995年11月号 - 1996年8月号→『別冊コロコロコミックSpecial』1996年10月号 - 1999年6月号）
- 隻眼獣ミツヨシ（『月刊コミック電撃大王』2002年4月号 - 2006年2月号）
  - ミツヨシ完結編（『JC.COM』Vol.1(2008年12月発売) - Vol.10(2010年6月発売)） - Vol.1掲載分は『月刊コミック電撃大王』2006年1月号,2月号掲載分の改訂版。
- テングガール（『月刊ヤングキング』2013年3月号 - 2013年9月号→『月刊ヤングキングアワーズGH』2013年10月号 - 2014年8月号） - 第1部完。

### 読み切り
- 機動戦士 ガンボーグVZ（『月刊コロコロコミック』1993年夏休み増刊号） - 上山ブラザーズ 島さくら名義。単行本『電人ファウスト』第2巻、『上山徹郎オリジナル作品集「UnTrained」』収録。
- 旋風剣鋼丸（『月刊コロコロコミック』1994年新年増刊号） - 単行本『電人ファウスト』第2巻、『上山徹郎オリジナル作品集「UnTrained」』収録。
- サムライスピリッツ（『月刊コロコロコミック』1994年新年増刊号） - 同名作品の4コマ漫画化。単行本未収録。
- 忍者戦隊カクレンジャー（『てれびくん』1994年3月号） - 同名作品の漫画化。絵コンテ：上山道郎、作画：上山徹郎の合作[3][9]。単行本未収録。
- X-MEN（『別冊コロコロコミックSpecial』1994年6月号） - 同名作品の漫画化。原案協力：石川裕人。単行本未収録。
- FARSIDERS（『月刊ドラゴンジュニア』2000年10月号） - 単行本『上山徹郎オリジナル作品集「UnTrained」』収録。単行本収録時に「ファーサイダーズ アサガオの章」へ改題。
  - ファーサイダーズ キキョウの章（『上山徹郎オリジナル作品集「UnTrained」』描き下ろし）

### 単行本
各巻の詳細は該当項目を参照。
- 『電人ファウスト』、小学館 〈てんとう虫コロコロコミックス〉 1995年、全2巻 - 第1巻が初単行本。
  - （新装版） 小学館 〈てんとう虫コミックススペシャル〉 2000年、全1巻
  - （プレミアム版） MANGATRIX 〈MANGATRIX COMICS〉 2017年、全1巻 - ハードカバー。
  - （スタンダード版） MANGATRIX 〈MANGATRIX COMICS〉 2017年、全1巻
- 『LAMPO-THE HYPERSONIC BOY-』、小学館 〈てんとう虫コミックススペシャル〉 1997年 - 2000年、全4巻
  - （プレミアム版） MANGATRIX 〈MANGATRIX COMICS〉 2017年、全2巻 - ハードカバー。
  - （スタンダード版） MANGATRIX 〈MANGATRIX COMICS〉 2017年、全4巻
- 『隻眼獣ミツヨシ』、発行：メディアワークス / 発売：角川書店→角川グループパブリッシング 〈電撃コミックスEX〉 2003年 - 2007年、全3巻
- 『ミツヨシ完結編』、集英社 〈愛蔵版コミックス〉 2009年 - 2010年、全2巻
- 『テングガール』、少年画報社 〈ヤングキングコミックス〉 2013年 - 2014年、全2巻
- 『上山徹郎オリジナル作品集「UnTrained」』、MANGATRIX 〈MANGATRIX COMICS〉 2021年9月10日初版発行（同日発売）、単巻 ISBN 978-4-909185-14-3 - ハードカバー。
- 『ティコの冒険』、MANGATRIX 〈MANGATRIX COMICS〉 2024年12月16日発行、全1巻 - 全編描き下ろし。クラウドファンディングの返礼品。ハードカバー。

### その他
- テレビアニメ『RD 潜脳調査室』（キャラクターデザイン[10]、原画（最終話））
- テレビアニメ『PSYCHO-PASS サイコパス』（キャラクターデザイン協力）